# Boisset-Saint-Priest
Boisset-Saint-Priest ist eine französische Gemeinde mit 1284 Einwohnern (Stand 1. Januar 2022) im Département Loire in der Region Auvergne-Rhône-Alpes. Sie gehört zum Arrondissement Montbrison und zum Gemeindeverband Loire Forez Agglomération. Die Bewohner werden Groles oder Ayasses genannt.

## Geografie
Boisset-Saint-Priest liegt in dem Höhenzug der Monts de Forez, 63 Kilometer südwestlich von Lyon, etwa 26 Kilometer nordwestlich von Saint-Étienne, 11 Kilometer nordwestlich von Saint-Just-Saint-Rambert und zehn Kilometer südsüdöstlich von Montbrison, zwischen den Nachbargemeinden Margerie-Chantagret im Nordwesten, Chenereilles im Südwesten und Saint-Marcellin-en-Forez im Südosten. Das Flüsschen Ozon fließt nördlich und die Mare südlich des Ortskerns durch das Gemeindegebiet.

## Geschichte
Im Mittelalter bestand die Ortschaft aus zwei Pfarreien. Die ältere der beiden Pfarreien war Saint-Priest-en-Vousset (auch Saint-Priest-en-Rousset genannt), deren Kirche aus dem 12. Jahrhundert stammte. Saint-Priest-en-Vousset gehörte zum Lehen Saint-Marcellin (heute Saint-Marcellin-en-Forez). Die andere Pfarrei war Boisset, wurde damals jedoch Boisset-en-Montsupt genannt, weil es zum Lehen Montsupt gehörte, das heute ein Teil von Saint-Georges-Haute-Ville ist. 1793 wurden die Ortsteile Saint-Priest und Boisset im Zuge der Französischen Revolution (1789–1799) zusammengefasst (als Boisset Priest), erhielten den Status einer Gemeinde und 1801 (unter dem heutigen Namen) das Recht auf kommunale Selbstverwaltung.

## Bevölkerungsentwicklung
| Jahr                       | 1962 | 1968 | 1975 | 1982 | 1990 | 1999 | 2009 | 2017 |
| Einwohner                  | 553  | 570  | 539  | 672  | 793  | 880  | 1121 | 1223 |
| Quellen: Cassini und INSEE |      |      |      |      |      |      |      |      |

## Sehenswürdigkeiten

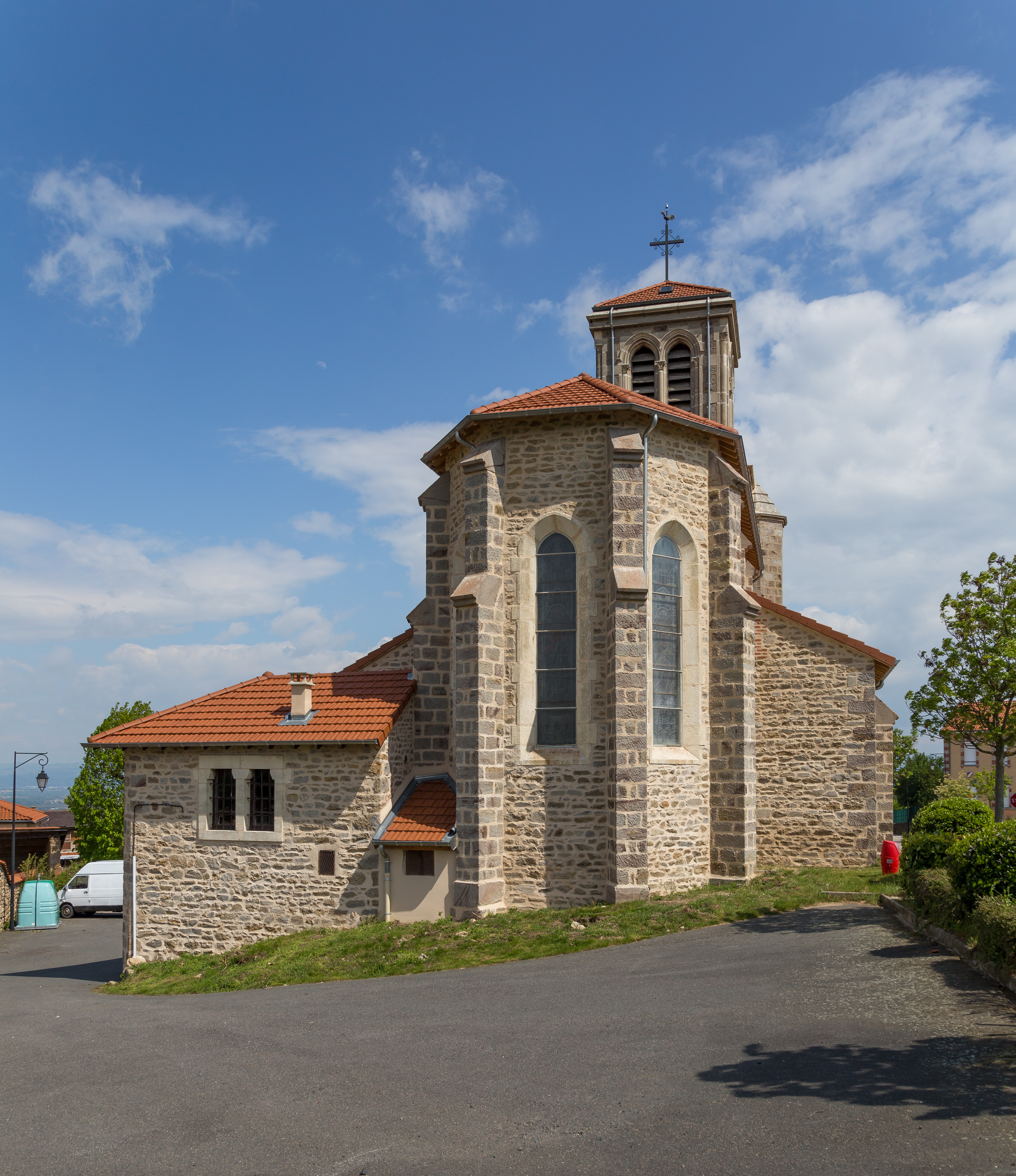
Kirche Saint-Nazaire

Die romanische Kirche Saint-Priest, die dem Heiligen und Bischof Prikt von Clermont (auch Præjectus, † 25. Januar 676) geweiht ist, wurde im 12. Jahrhundert erbaut. Sie wurde im 15. Jahrhundert vergrößert. 1960 wurde sie restauriert und bekam ein neues Dach. Der Friedhof wurde planiert, heute befindet sich an seiner Stelle ein Platz.
Die Kirche von Boisset wurde im 19. Jahrhundert im Stil der Neugotik erbaut.